# Sultan al-Habashi
Sultan Abdulmajeed E. al-Habashi (arabisch سلطان عبد المجيد الحبشي, DMG Sulṭān ʿAbd al-Maǧīd al-Ḥabašī; * 31. Januar 1985) ist ein ehemaliger saudi-arabischer Leichtathlet, der sich auf das Kugelstoßen spezialisiert hat und gelegentlich auch im Diskuswurf an den Start ging. Er ist Inhaber des saudischen Landesrekordes im Kugelstoßen und hatte bis 2021 auch den Asienrekord inne. Zu seinen größten Erfolgen zählen die drei Siege bei den Asienspielen sowie dem Asientitel im Jahr 2013.

## Sportliche Laufbahn
Erste Erfahrungen bei internationalen Meisterschaften sammelte Sultan al-Habashi im Jahr 2001, als er bei den Jugendweltmeisterschaften in Debrecen mit einer Weite von 17,74 m den zwölften Platz im Kugelstoßen belegte. Im Jahr darauf gelangte er bei den Westasienspielen in Kuwait mit 16,23 m auf den sechsten Platz und anschließend schied er bei den Juniorenweltmeisterschaften in Kingston mit 16,99 m in der Qualifikationsrunde aus. Daraufhin nahm er erstmals an den Asienspielen in Busan und wurde dort mit 17,05 m Sechster. 2003 gewann er bei den Arabischen Meisterschaften in Amman mit 18,15 m die Bronzemedaille hinter den Katari Bilal Saad Mubarak und Khalid Habash al-Suwaidi und anschließend klassierte er sich bei den Asienmeisterschaften in Manila mit 18,51 m auf dem vierten Platz. Im Dezember startete er bei den Militärweltspielen in Catania und wurde dort mit 16,12 m Neunter. 2005 siegte er mit einem Stoß auf 18,97 m bei den Islamic Solidarity Games in Mekka und belegte anschließend bei den Asienmeisterschaften in Incheon mit 18,62 m den fünften Platz. Im Jahr darauf nahm er erneut an den Asienspielen in Doha teil und siegte dort mit einer Weite von 20,42 m und stellte damit einen neuen Spielerekord auf.
2007 schied er bei den Weltmeisterschaften in Osaka mit 19,20 m in der Qualifikationsrunde aus und wurde anschließend bei den Militärweltspielen in Hyderabad mit 18,67 m Vierter. Kurz darauf siegte er bei den Hallenasienspielen in Macau und gewann dann bei den Panarabischen Spielen in Kairo mit 19,53 m die Silbermedaille hinter dem Bahrainer Khalid Habash al-Suwaidi. Im Jahr darauf qualifizierte er sich für die Teilnahme an den Olympischen Sommerspielen in Peking, verpasste dort aber mit 19,53 m den Finaleinzug. 2009 scheiterte er bei den Weltmeisterschaften in Berlin mit 20,04 m in der Vorrunde und siegte anschließend bei den Arabischen Meisterschaften in Damaskus mit 19,12 m im Kugelstoßen und belegte im Diskusbewerb mit 50,18 m den achten Platz. Kurz darauf gewann er bei den Hallenasienspielen in Hanoi mit 19,39 m die Bronzemedaille hinter dem Iraner Amin Nikfar und Chang Ming-huang aus Taiwan und wurde dann bei den Asienmeisterschaften in Guangzhou mit 18,89 m Fünfter. Im Jahr darauf verpasste er bei den Hallenweltmeisterschaften in Doha mit 18,67 m den Finaleinzug und wurde dann beim Continentalcup in Split mit 17,68 m Sechster, ehe er bei den Asienspielen in Guangzhou mit neuem Spielerekord von 20,57 m seinen Titel verteidigte.
2013 gewann er bei den Arabischen Meisterschaften mit 18,77 m die Bronzemedaille hinter dem Kuwaiter Meshari Suroor Saad und Yasser Farag aus Ägypten. Anschließend siegte er mit 19,68 m bei den Asienmeisterschaften in Pune und schied dann bei den Weltmeisterschaften in Moskau mit 19,22 m erneut in der Vorrunde aus. Daraufhin siegte er mit 18,65 m bei den Islamic Solidarity Games in Palembang. Im Jahr darauf wurde er beim Continentalcup in Marrakesch mit 19,09 m Achter und siegte anschließend mit 19,99 m zum dritten Mal in Folge bei den Asienspielen in Incheon. 2015 gelangte er bei den Militärweltspielen im südkoreanischen Mungyeong mit 19,04 m auf den fünften Platz und 2017 sicherte er sich bei den Islamic Solidarity Games in Baku mit 19,56 m die Silbermedaille hinter dem Türken Osman Can Özdeveci. Anschließend erreichte er bei den Asienmeisterschaften in Bhubaneswar mit 17,62 m Rang neun und siegte dann mit 18,19 m bei den Arabischen Meisterschaften in Radès, ehe er sich bei den Asian Indoor & Martial Arts Games in Aşgabat mit einer Weite von 18,16 m auf dem achten Platz klassierte. Im Jahr darauf startete er ein letztes Mal bei den Asienspielen in Jakarta, brachte dort aber keinen gültigen Versuch zustande und beendete daraufhin seine aktive sportliche Karriere im Alter von 33 Jahren.
In den Jahren 2006 und 2012 wurde al-Habashi saudi-arabischer Meister im Kugelstoßen.

## Persönliche Bestleistungen
- Kugelstoßen: 21,13 m, 8. Mai 2009 in Doha (saudi-arabischer Rekord)
  - Kugelstoßen (Halle): 19,39 m, 2. November 2009 in Hanoi
- Diskuswurf: 58,39 m, 16. Oktober 2007 in Hyderabad